# Piante contro zombi
Piante contro zombi (Plants vs. Zombies) è un videogioco tower defense del 2009, sviluppato da PopCap Games per PC, Xbox 360, PlayStation 3, PlayStation Vita, Nintendo DS e mobile. Ha dato inizio ad una serie rinomata in tutto il mondo.
Il gioco è stato pubblicato il 5 maggio 2009 su PC attraverso Steam, il 20 febbraio 2010 su iOS e iPad, l'8 settembre 2010 su Xbox Live e Windows Phone, il 18 gennaio 2011 su Nintendo DS e il 17 febbraio 2011 su PlayStation Network.

## Modalità di gioco
Piante contro zombi vede il giocatore interrare diversi tipi di piante e funghi, come tuberi esplosivi, sparasemi, funghi ipnotizzanti, catapulte a cavoli e cocomeri, lanterne e molti altri, ognuno con specifiche capacità offensive o difensive, nel giardino, retro e sul tetto di una casa, in modo da fermare un'orda di zombie dal divorare il cervello dei residenti. Il campo di gioco è suddiviso in file orizzontali, e in generale (a meno che vengano usati l'aglio o l’ipnofungo) uno zombie si muove esclusivamente verso la casa del giocatore lungo una linea; tutte le piante possono attaccare o difendere solo nella linea in cui vengono piantate, eccetto due, il "triplo sparasemi" e il "frutto stella”, che sono capaci di attaccare in più file.
Nei livelli iniziali del gioco, se uno zombie raggiunge la casa del giocatore, un attrezzo a uso singolo (tagliaerba o lavapiscine) può essere utilizzato per eliminare tutti gli zombi lungo quella linea; l'attrezzo verrà poi ripristinato al livello successivo. Nei livelli avanzati, il giocatore dovrà acquistare dei gingilli per adattare i tagliaerba ai nuovi ambienti di gioco. Gli zombi, eccetto casi particolari, divoreranno qualsiasi pianta lungo il loro cammino prima di proseguire verso la casa, alcuni livelli contengono minigiochi di strategia in tempo reale.
Il giocatore inizia con un numero limitato di sacchi di semi e di slot per questi sacchi che egli può utilizzare durante il livello. Nuovi sacchi vengono vinti completando i livelli, mentre un certo numero di slot possono essere acquistati utilizzando le monete del gioco. All'inizio di ogni livello, al giocatore vengono mostrati i diversi tipi di zombie che affronterà, e gli viene data l'opportunità di selezionare quali sacchi di semi portare con sé. Per poter piantare un seme, il giocatore deve raccogliere una specifica quantità di luce solare. La luce viene generata da certe piante ("girasole" e "buonporcino") ad intervalli regolari, o viene automaticamente prodotta per il giocatore durante i livelli diurni.
I sacchi di semi hanno inoltre un tempo di ricarica prima che possano essere di nuovo piantati. Molte piante sono notturne, come i funghi, e hanno un costo in termini di luce molto basso: sono quindi ideali per i livelli notturni, ma resteranno addormentati se usati durante quelli diurni, a meno di usare un chicco di caffè. Nei livelli ambientati sul retro che includono una piscina, i semi devono essere piantati sulle ninfee per poter essere piazzati sugli spazi occupati dall'acqua (con l'eccezione dei rovi e dei tuberi esplosivi che non possono essere piantati sulle ninfee), mentre nei livelli sul tetto tutti i semi devono essere piantati in vasi. Le abilità delle varie piante vanno dallo sparare proiettili agli zombie, scatenarli uno contro l'altro, farli esplodere, distruggere intere aree, rallentarli difendendo le altre piante e produrre energia solare. Alcune piante sono altamente efficaci contro specifici tipi di zombie, come i funghi calamita che possono rimuovere secchi o altri strumenti utilizzati dagli zombie per difendersi.
Anche gli zombie hanno diversi attributi, in particolare velocità, resistenza ai danni e abilità. Mentre il giocatore progredisce nel gioco, gli zombie avranno armature, altri saranno in grado di saltare o volare oltre le piante. In ogni livello, gli zombie si avvicineranno alla casa casualmente, eccetto in punti speciali in cui il giocatore verrà inondato da una "orda gigantesca" di zombie; una barra di avanzamento mostrerà il momento in cui questa orda attaccherà, dando al giocatore modo di prepararsi. In alcuni livelli, al giocatore verrà fornito un set casuale di semi, senza requisiti di luce solare, ad intervalli regolari, ed il giocatore dovrà trovare il miglior modo per sopravvivere con i semi casuali forniti. In altre modalità, il giocatore ingaggerà una partita a bowling, utilizzando delle noci per sconfiggere gli zombie.
Uccidere gli zombie e completare i livelli farà guadagnare al giocatore monete che potrà spendere al negozio di Dave il pazzo per comprare nuovi semi e altri bonus. Il gioco comprende modalità extra sbloccabili quando il giocatore procede attraverso i livelli in modalità avventura. Questi includono la modalità sopravvivenza, puzzle e una serie di mini-giochi che comprendono delle versioni zombificate di altri giochi PopCap Games come Bejeweled ed Insaniquarium. Il gioco comprende inoltre un giardino zen, dove il giocatore si prende cura di piante ottenute da zombie caduti durante il gioco. Le piante lì contenute producono monete per il giocatore finché vengono fornite degli oggetti che esse richiedono, come acqua o fertilizzante. Il negozio di Dave il Pazzo contiene oggetti che possono essere utili nel giardino zen.
Il menu di aiuto è scarno, sostituito dall'Albero della saggezza, che fornisce informazione sul gioco ogni volta che viene nutrito con uno speciale fertilizzante acquistabile nel negozio di Dave il Pazzo. I ringraziamenti, disponibili dal menu delle opzioni, sono presentati come un video musicale. La versione per PC / iPhone / iPod touch / iPad / Nintendo DS comprende inoltre degli obiettivi.
Finita la modalità avventura comparirà nella schermata principale un trofeo a forma di girasole argentato, invece quando si finiranno anche la modalità minigiochi, sopravvivenza e rompicapi diventerà color oro.

### Zombatar
Zombatar è una funzionalità presente nelle versioni Game Of The Year del gioco per PC, Nintendo DS e PlayStation Vita. Permette al giocatore di creare il proprio zombi personalizzato, che potrà essere usato come avatar. Nel gioco apparirà come uno zombi portabandiera, e sostituirà quello predefinito. Se il giocatore ha creato più Zombatar, ne apparirà uno caso fra i tanti durante una gigantesca orda di zombi.

## Colonna sonora
La colonna sonora del gioco è stata composta da Laura Shigihara; l'artista ha composto ed eseguito anche il singolo "Zombies on Your Lawn" utilizzato per i credits ed il trailer.

## Accoglienza
Il gioco ha ottenuto ottimi risultati da parte della critica con una media totale di 87/100 per la versione PC, e di 92/100 per la versione Android/iOS.
Nel 2010 vince inoltre due premi da parte di Golden Joystick Awards: viene eletto "Download Game of the Year" e "Strategy Game of the Year".
La rivista Play Generation  diede alla versione per PlayStation 3 un punteggio di 90/100, trovandolo un gioiellino di design, estremamente vario e appassionante anche per i novizi del genere.

## Serie
I seguiti sono:
- Plants vs. Zombies 2
- Plants vs. Zombies: Garden Warfare
- Plants vs. Zombies: Garden Warfare 2
- Plants vs Zombies Heroes
- Plants vs Zombies Adventures
- Plants vs. Zombies: Battle For Neighborville
- Plants vs. Zombies 3 ((a Febbraio 2024) è disponibile solo in Irlanda, Romania e nelle Filippine)

Inoltre nel videogioco Pinball FX 2 è presente un tavolo a tema di Piante contro Zombi.
Nel videogioco Dying Light è presente una zona della mappa dove è in corso una partita di Piante contro zombi.